# Idiops syriacus
Idiops syriacus là một loài nhện trong họ Idiopidae.
Loài này thuộc chi Idiops. Idiops syriacus được Octavius Pickard-Cambridge miêu tả năm 1870.